# Actiemarketing
Actiemarketing is een marketingtechniek gericht op het korte termijn beïnvloeden van het gedrag van doelgroepen. Vroeger ging het dan om ‘sales promotie’ activiteiten, maar inmiddels vallen interactieve marketing, event marketing, experience marketing, marketing pr, narrowcasting, etc. naast de meer traditionele middelen binnen het actiemarketing-domein.